# Іке Шорунму
Іке Шорунму (англ. Ike Shorunmu, нар. 16 жовтня 1967, Лагос) — нігерійський футболіст, що грав на позиції воротаря. По завершенні ігрової кар'єри — тренер. З 2011 року входить до тренерського штабу збірної Нігерії, в якому займається підготовкою голкіперів.
Виступав, зокрема, за клуби «Цюрих» та «Бешикташ», а також національну збірну Нігерії.

## Клубна кар'єра
У дорослому футболі дебютував 1990 року виступами за команду клубу «Стейшенері Сторз», в якій провів три сезони. Згодом з 1993 по 1995 рік продовжував виступати на батьківщині грав у складі команд клубів «Конкорд» і «Шутінг Старз». 
1995 року перебрався до Швейцарії, де протягом сезону грав за «Базель». Своєю грою за цю команду привернув увагу представників тренерського штабу клубу «Цюрих», до складу якого приєднався 1996 року. Відіграв за команду з Цюриха наступні три сезони своєї ігрової кар'єри. Більшість часу, проведеного у складі «Цюриха», був основним гравцем команди.
1999 року уклав контракт з турецьким «Бешикташем», у складі якого провів наступні два роки своєї кар'єри гравця. 
Протягом 2001—2005 років захищав кольори клубів «Люцерн» та «Самсунспор».
Завершив професійну ігрову кар'єру у клубі «Янг Фелловз Ювентус», за команду якого виступав протягом 2005—2006 років.

## Виступи за збірну
1992 року дебютував в офіційних матчах у складі національної збірної Нігерії. Протягом кар'єри у національній команді, яка тривала 11 років, провів у формі головної команди країни 36 матчів.
У складі збірної був учасником Кубка африканських націй 1992 року у Сенегалі, на якому команда здобула бронзові нагороди, розіграшу Кубка конфедерацій 1995 року у Саудівській Аравії, Кубка африканських націй 2000 року у Гані та Нігерії, де разом з командою здобув «срібло», чемпіонату світу 2002 року в Японії і Південній Кореї, Кубка африканських націй 2002 року у Малі, на якому команда здобула бронзові нагороди.

## Кар'єра тренера
Розпочав тренерську кар'єру відразу ж по завершенні кар'єри гравця, 2006 року, ставши тренером воротарів національної збірної Нігерії, де пропрацював до 2007 року.
В подальшому займався підготовкою воротарів клубів «Еньїмба» і «Гартленд».
З 2011 року знову входить до тренерського штабу національної збірної Нігерії.

## Титули і досягнення
- Срібний призер Кубка африканських націй: 2000
- Бронзовий призер Кубка африканських націй: 1992, 2002